# 화성시의 시내버스
화성시의 시내버스는 경기도 화성시를 주관으로 담당하는 시내버스이다.
주요 운행업체는 경진여객, 제부여객, 화성여객 그리고 화성운수이다.

## 운수 업체

### 시내버스
2021년 1월 기준이다.
| 운행업체               | 보유 노선수 | 보유 노선수 | 보유 노선수 | 보유 노선수 | 보유 노선수 | 등록 대수 | 등록 대수 | 등록 대수 | 등록 대수 | 등록 대수 |
| ---------------------- | ----------- | ----------- | ----------- | ----------- | ----------- | --------- | --------- | --------- | --------- | --------- |
| 운행업체               | 노선 합계   | 광역급행    | 직행좌석    | 일반좌석    | 시내일반    | 대수 합계 | 광역급행  | 직행좌석  | 일반좌석  | 시내일반  |
| 경진여객               | 57          | 2           | 10          | -           | 45          | 106       | 16        | 70        | -         | 20        |
| 경원여객               | 1           | -           | 1           | -           | -           | 11        | -         | 11        | -         | -         |
| 남양여객               | 12          | -           | -           | -           | 12          | 78        | -         | -         | -         | 78        |
| 대원고속 (KD)          | 4           | -           | 4           | -           | -           | 39        | -         | 39        | -         | -         |
| 제부여객               | 21          | -           | 4           | 4           | 13          | 107       | -         | 26        | 19        | 62        |
| 한국스마트버스협동조합 | 4           | -           | -           | 4           | -           | 8         | -         | -         | 8         | -         |
| 화성도시공사           | 5           | -           | -           | -           | 5           | 20        | -         | -         | -         | 20        |
| 화성여객 (KD)          | 30          | 4           | 12          | -           | 14          | 190       | 39        | 90        | -         | 61        |
| 화성운수               | 6           | -           | -           | -           | 6           | 33        | -         | -         | -         | 33        |

### 다른 시, 군 운수업체
- 서울 : 동성교통
- 광주 : 경기고속, 대원고속
- 수원 : 경진여객, 수원여객, 남양여객, 용남고속, 삼경운수, 성우운수
- 안산 : 태화상운
- 오산 : 오산교통, 한신운수
- 용인 : 경남여객

## 요금 체계
| 종류                | 나이                    | 현금 (원) | 카드 (원) | 조조요금 (원) |
| ------------------- | ----------------------- | --------- | --------- | ------------- |
| 일반시내 (DRT)      | 어른 (만 19세 이상)     | 1,500     | 1,450     | 1,250         |
| 일반시내 (DRT)      | 청소년 (만 12세 ~ 18세) | 1,100     | 1,010     | 870           |
| 일반시내 (DRT)      | 어린이 (만 6세 ~ 11세)  | 800       | 730       | 630           |
| 일반좌석            | 어른 (만 19세 이상)     | 2,500     | 2,450     | 2,050         |
| 일반좌석            | 청소년 (만 12세 ~ 18세) | 1,900     | 1,820     | 1,520         |
| 일반좌석            | 어린이 (만 6세 ~ 11세)  | 1,700     | 1,640     | 1,370         |
| 직행좌석 (간선급행) | 어른 (만 19세 이상)     | 2,900     | 2,800     | 2,400         |
| 직행좌석 (간선급행) | 청소년 (만 12세 ~ 18세) | 2,000     | 1,960     | 1,680         |
| 직행좌석 (간선급행) | 어린이 (만 6세 ~ 11세)  | 2,000     | 1,960     | 1,680         |
| 경기순환            | 어른 (만 19세 이상)     | 3,100     | 3,050     | 2,600         |
| 경기순환            | 청소년 (만 12세 ~ 18세) | 2,200     | 2,140     | 1,820         |
| 경기순환            | 어린이 (만 6세 ~ 11세)  | 2,200     | 2,140     | 1,820         |
| 광역급행(M버스)     | 어른 (만 18세 이상)     | 2,900     | 2,800     | 2,300         |
| 광역급행(M버스)     | 청소년 (만 12세 ~ 17세) | 2,100     | 2,000     | 1,600         |
| 광역급행(M버스)     | 어린이 (만 6세 ~ 11세)  | 1,600     | 1,600     | 1,300         |

그리고 화성시의 경우 2020년 11월부로 화성시 무상교통이 시행된다. (무상교통 신청시에만)
신청자격은 2020년 기준으로 만 7세 이상 만 18세 미만 청소년이다. (추후 확대)
적용대상, 신청방법 등의 자세한 사항은 화성시 무상교통  사이트에서 확인할 수 있다.

### 환승 할인
화성시의 시내버스는 경기도의 다른 지역 시내버스와 같이 수도권 통합요금제를 따른다.

## 화성시 차적의 운행 노선

### 도시형버스
| 노선          | 운행업체          | 운행구간                              | 운행구간 | 운행구간                   | 경유지 | 배차    | 비고                                                                                |
| ------------- | ----------------- | ------------------------------------- | -------- | -------------------------- | --- | ------- | ----------------------------------------------------------------------------------- |
| 10            | 화성여객          | 반송동(동양파라곤)                    | ↔        | 동탄역                     | 반송초중교, 한화꿈에그린, 나루마을.한화꿈에그린2차, 에일린의뜰.중흥S클래스에코밸리, 동탄초교, 반도8차, 푸르지오.한미약품, 예당고사거리, 전하리교회.우미제일, 한림대성심병원, 동원.다원중 - 상록.테크노밸리.GS자이 - 우남퍼스트빌 → 롯데캐슬.포스코더샵 → 동탄역(동측) → (이후 역순)                                                                      | 20~25   |                                                                                     |
| 13            | 제부여객 경원여객 | 원시역                                | ↔        | 송산그린시티               | 세영리첼, 반도유보라.휴먼빌, 이지더원레이크뷰.금강펜테리움, 요진와이시티.대방노블랜드1차, 대방노블랜드2,3차, 에코팜타운, 계양전기.경인합섬 |         | 경원여객은 안산시 면허                                                              |
| 15            | 제부여객          | 동탄2신도시 창의고                    | ↔        | 수원여대                   | 반도3차, 동탄국제고, 메타폴리스, 능동, 신영통, 망포역, 수원터미널, 수원역, 구운중학교, 호매실도서관 | 30~40   |                                                                                     |
| 18            | 화성여객          | 장지                                  | ↔        | 영천                       | | 40~80   |                                                                                     |
| H23           | 화성여객          | 방교동(방교동일반산업단지)            | ↔        | 동탄역                     | 산척리, 화남초, 아이파크.호수부영4차, 반도10차, 세정초, 창의고, 무봉초, KCC스위첸, 한화꿈에그린, 포스코더샵.롯데캐슬 | 25~30   |                                                                                     |
| 33-1 33-2     | 경진여객          | 조암터미널                            | ↔        | 발안산업단지               | 장안면행정복지센터, 독정리, 제암리, 발안초교, 향남읍행정복지센터, 향남2지구(서봉마을) | 30~40   | 1회 조암→발안 장안공단 경유 (33-2, 18:10)                                           |
| 38            | 제부여객          | 수원역                                | ↔        | 향남택지지구               | 고색동, 오목천동, 봉담읍행정복지센터, 장안대학교, 왕림리, 향남읍행정복지센터 | 6~15    | 저상버스 운행                                                                       |
| 39            | 남양여객          | 수원역                                | ↔        | 향남환승터미널             | 연안아파트.삼성큰병원, 수영오거리.봉담입구, 장안대학교, 당하리.힌돌산기도원입구, 덕우공단, 수목원, 발안초등학교 | 60~100  | 2024년 시내버스 공공관리제 대상 노선                                                |
| 50-2          | 남양여객          | 수원역                                | ↔        | 남전리                     | 고색동, 오목천태산아파트, 원평리, 어천저수지, 비봉, 삼화리 | 170     | 2024년 시내버스 공공관리제 대상 노선                                                |
| 50-3          | 남양여객          | 수원역                                | ↔        | 덕고개                     | 내리(덕고개) 고색동, 오목천태산아파트, 원평리, 덕고개 290~450 | 150~190 |                                                                                     |
| 50-4          | 남양여객          | 수원역                                | ↔        | 쌍학리                     | 고색동, 매송 | 330     |                                                                                     |
| 50-5          | 남양여객          | 수원역                                | ↔        | 청요리                     | 고색동, 오목천태산아파트, 원평리, 어천저수지, 비봉, 수원예비군훈련장 | 190     | 2024년 시내버스 공공관리제 대상 노선                                                |
| 50-6          | 남양여객          | 수원역                                | ↔        | 원리                       | 고색동, 오목천태산아파트, 원평리, 어천저수지, 야목주공아파트 | 330     |                                                                                     |
| H65           | 화성여객          | 장지동(동탄2차고지)                   | ↔        | 남양리(화성시청)           | 자이파밀리에.아이원, 동탄호수공원.부영4차, 나래학교.더샵레이크 , 의료시설부지, 한화.린스트라우스, 동탄역(동측), 한미약품.푸르지오, 동탄보건지소.우체국, 메타폴리스(중), 센트럴파크, 중심상가, 병점사거리, 병점역후문, 안녕동, 융건릉, 수원대학교, 와우농협, 기안동, 수영오거리.방송통신대입구, 원평.어천 ,비봉 , 남양사거리, 남양뉴타운                  | 20~30   |                                                                                     |
| H67           | 화성여객          | 장지동(동탄2차고지)                   | ↔        | 행정리(향남환승터미널)     | 자이파밀리에.아이원, 호수공원, 청림중, 호반5차, 반도4차, 영천초, 동탄역(동측) - (→ 롯데캐슬 →) - 동탄경찰서, 나루마을, 솔빛마을, 다은마을(중), 메타폴리스(중), 센트럴파크, 중심상가, 병점사거리, 병점역(후문), 안녕동, 괘랑2리, 정남농협 , 신리, 정남행정복합센터, 문학1리, 동오리, 백토리, 화리현리 - 롯데시네마 - 신영지웰.에일린의뜰                  | 20~30   |                                                                                     |
| 73            | 화성운수          | 동탄2신도시차고지                     | ↔        | 병점역사거리               | 동탄호수공원, 창의고, 목동, 예솔초, 동탄2파출소, 예당마을, 아이파크, 숲속마을, 병점고 | 20~30   |                                                                                     |
| H100(공영)    | 화성도시공사      | 동탄2차고지                           | ↔        | 온석리(현대기아연구소)     | 동탄호수공원, 동탄역, 청계지구(동탄4동), 동탄이마트 , 메타폴리스, 서동탄역, 병점역, 송산동.안녕동, 융건릉, 수원대학교, 와우농협, 동화마을, 봉담읍행정복지센터, 내리, 원평, 어천역, 비봉, 남양사거리, 화성시청, 대광아파트 | 6       |                                                                                     |
| H101(공영)    | 화성도시공사      | 영천동(치동힐링마을)                  | ↔        | 기산동(대우푸르지오)       | 반도1차, 동탄역, 나루마을, 동탄복합문화센터, 메타폴리스 , 동탄3동행정복지센터 | 60      |                                                                                     |
| H102(공영)    | 화성도시공사      | 장지동(동탄2차고지)                   | ↔        | 반월동(반월체육센터)       | 호수자이파밀리에.아이원, 동탄호수공원.부영4차, 나래학교.더샵레이크, 반도3차.금강1차, 동탄역, 린스트라우스.한화, 롯데캐슬.호반베르디움, 신안2차.반도4차, 동탄2부영아파트, 한백고등학교, 동탄파크자이정문, 동탄테크노밸리, 동탄이마트.한림대병원 , 능동주공단지, 반월2통, 삼성반도체, 에스케이뷰후문상가, 반월e편한세상                                    | 45      |                                                                                     |
| H103(공영)    | 화성도시공사      | 행정리(화성문화원.향남버스환승터미널) | ↔        | 수원역                     | 향남읍행정복지센터, 발안농협, 주공아파트, 지월리입구, 구장리새터말입구, 팔탄면행정복지센터, 기천리, 상기리, 왕림휴게소, 장안대학교, 봉담읍행정복지센터, 오목천역, 수원여대입구, 고색역, 고색동입구, 공구유통타운 → 수원역.역전시장 → 수원역환승센터(2번) → 공구유통타운 → 이후 역순                                                                      | 70~120  |                                                                                     |
| H104(공영)    | 화성도시공사      | 행정리(화성종합경기타운)              | ↔        | 송탄역                     | 도착:발안삼거리<-) - KEB하나은행발안지점, 향남읍행정복지센터 , 화성소방서.향남홈플러스, 단독주택단지, 향남주공1.2단지, 하길중학교, 향남주공18단지, 향남제약공단앞 - (→ 구문천리 →) - 대양2리, 양감보건소, 양감초중교, 신왕공단, 솔안, 용소2리 - 용소1리, 한국관광고등학교, 장등리, 청룡사입구                                                            | 45~55   |                                                                                     |
| H105(공영)    | 화성도시공사      | 매향리(기아후문입구.드림파크)         | ↔        | 병점동(주공1.2단지)        | 매향2리, 기아생활관, 장안여자중학교, 조암터미널, 어은삼거리, 수촌3리, 해창1리.우리꽃식물원, 화성시보건소, 향남읍행정복지센터, 향남홈플러스, 동오리종점, 정남행정복지센터, 정남농협 , 새터말, 송산동입구, 병점역사거리, 홈플러스병점점, 병점고등학교 | 50~60   |                                                                                     |
| H106(공영)    | 화성도시공사      | 남양리(기업은행)                      | ↔        | 조암리(조암농협)           | 화성서부경찰서, 장덕2통·현대기아연구소입구, 장덕동(매바위) - 현대자동차출고센터, 석포6리, 주곡1리(마을회관) - 화수사거리, 멱우1·2리, 우정읍행정복지센터 | 12      | 구 50-1,50.9번                                                                      |
| H107          | 화성도시공사      | 향남환승터미널                        | ↔        | 상신리                     | 발안초등학교, 향남읍행정복지센터, 화성소방서.향남홈플러스, 신명스카이뷰.휴먼시아5단지, 향남부영3단지, 하길중학교, 서봉마을19단지, 상신하길로주택 → 향남부영16단지 → 향남부영18단지 → 상신리 → 상신6리 → 상신하길로주택 - 이후 역순 | 30~70   |                                                                                     |
| 116-2         | 화성여객          | 영통 지역난방공사                     | ↔        | 갈곶동                     | 영통역, 서천지구, 한림대병원, 동탄2시범단지, 나래학교, 방교동, 운암단지, 오산역 | 50~60   |                                                                                     |
| 116-3         | 화성여객          | 동탄2신도시차고지                     | ↔        | 미금역                     | 동탄호수공원, 반도유보라, 동탄2파출소, 고매동, 신갈오거리, 면허시험장, 구성역, 보정역, 오리역, 미금역 | 20~30   | 저상버스 운행 2024년 시내버스 공공관리제 대상 노선                                  |
| 116-5         | 화성여객          | 영통 지역난방공사                     | ↔        | 갈곶동                     | 영통역, 서천지구, 한림대병원, 예당고등학교, 동탄유통센터, 더레이크시티, 오산시청, 오산역 | 20~40   |                                                                                     |
| H120(A)(공영) | 화성도시공사      | 수원역                                | ↔        | 석포리(석포6리.마파지)     | 동남아파트, 고색역, 오목천동태산아파트.서희스타힐스, 방송통신대, 수영오거리, 봉담읍행정복지센터, 장안대학교, 수원가톨릭대학교, 해병대사령부, 팔탄입구, 팔탄면행정복지센터, 구장사거리, 율암삼거리, 대방초교, 노하1리, 노하2리, 노하산업단지 | 15~30   |                                                                                     |
| H120(B)(공영) | 화성도시공사      | 남양리(선경대학교)                    | ↔        | 하길리(향남부영 10.11단지) | 동남아파트, 고색역, 오목천동태산아파트.서희스타힐스, 방송통신대, 수영오거리, 봉담읍행정복지센터, 장안대학교, 수원가톨릭대학교, 해병대사령부, 팔탄입구, 팔탄면행정복지센터, 구장사거리 , 율암삼거리, 대방초교, 노하1리, 노하2리, 노하산업단지 | 75      |                                                                                     |
| H121          | 화성도시공사      | 행남리(향남환승터미널)                | ↔        | (송산리)부처내             | KEB하나은행발안지점, 향남읍행정복지센터, 화성소방서.향남홈플러스, 향남부영9단지, 대양리, 양감면 행정복지센터, 양감초등학교.중학교 , 솔안, 용소리, 사창초등학교, 요꼴, 원슈퍼.삼거리 | 140     |                                                                                     |
| H122          | 화성도시공사      | 행남리(향남환승터미널)                | ↔        | (송산리)부처내             | KEB하나은행발안지점, 향남읍행정복지센터, 화성소방서.향남홈플러스, 향남부영9단지, 상두리, 양감면행정복지센터, 양감초등학교.중학교, 솔안, 사창리, 사창초등학교, 정문리, 송산리, 원슈퍼.삼거리 | 165     |                                                                                     |
| H122          | 화성도시공사      | 향남환승터미널                        | ↔        | 평택지제역                 | 에일린의뜰, 향남부영3단지, 향남부영6단지, 상신하길로주택, 향남주공18단지, 향남제약공단앞, 제약공단후문.구문천1리입구, 구문천3리.돌래, 양감농협, 신왕공단, 한산3리, 한산2리.수부마을, 어연한산공단, 고덕아너스, 파라곤에듀포레.파라곤에듀포레.제일풍경채2차, 제일풍경채3차에듀, 대광로제비앙, 고덕LH17단지, 삼성전자 평택캠퍼스, 어염근린공원, 지제교차로 | 50~60   |                                                                                     |
| H124          | 화성도시공사      | 남양리(화성의과대학교)                | ↔        | 향남환승터미널             | | 120~180 |                                                                                     |
| H131          | 화성도시공사      | 동화리(국민체육센터)                  | ↔        | 수원역                     | 동화휴먼시아1단지, 동화초.중교, 봉담중.고교 - (→ 봉담호수공원 →/← 봉담한신아파트 ←) - 봉담읍행정복지센터, 오목천역, 고색역, 공구유통타운 → 수원역.역전시장 → 수원역환승센터(11번) → 애경백화점후문 → 공구유통타운 → 이후 역순 | 40      |                                                                                     |
| 150           | 제부여객          | 수원여자대학교                        | ↔        | 동탄역                     | 능실마을, 호매실13단지, 탑동, 수원역, 수원터미널, 망포역, 신영통, 동탄이마트 | 80      |                                                                                     |
| H160          | 화성도시공사      | 남양리(선경대학교)                    | ↔        | 수원역                     | 남양뉴타운10단지, 화성시청, 대광아파트, 무송1통마을입구, 무송교차로, 금광포란재아파트, 하저3리, 하저리마을회관, 추모공원, 청요리, 상기리, 왕림휴게소, 장안대학교, 광산촌, 내리교, 광산, 봉담읍행정복지센터, 오목천역, 고색역, 평동 | 110~140 |                                                                                     |
| H161          | 화성도시공사      | 행남리(향남환승터미널)                | ↔        | 수원역                     | 동오사거리, 문학리 - (→ 정남행정복합센터 →/← 정남농촌체험학교 ← 덕신상가 ←) - 정남초교, 오일리, 마하리, 사령부, 당하리, 왕림리, 봉담읍행정복지센터, 오목천역, 고색역 | 190~220 |                                                                                     |
| 200           | 화성여객          | 동탄2신도시 서희스타힐스              | ↔        | 병점역사거리               | 반도3차, 동탄역, 한미약품, 예당마을, 동탄3동행정복지센터, 주공6~2단지, 병점고 | 10~60   |                                                                                     |
| 203           | 화성여객          | 동탄2신도시차고지                     | ↔        | 영통역                     | 장지동, 동탄호수공원, 동탄역, 한미약품, 한림대병원, 망포역 | 30~50   |                                                                                     |
| 205           | 화성여객          | 목동(한신더휴)                        | ↔        | 병점역                     | 이편한동탄, 신리입구, 호반3차.창의고등학교, 반도유보라, 의료시설부지, 한화.린스트라우스, 동탄역, 상록.테크노밸리.GS자이, 예당고등학교사거리, 동탄1동행정복지센터, 메타폴리스 , 센트럴파크, 동탄3동행정복지센터, 신미주아파트앞, 주공5단지, 병점고등학교, 신창미션힐.송화초등학교                                                                         | 30      |                                                                                     |
| 208           | 화성여객          | 신동(e편한세상동탄파크아너스)         | ↔        | 동탄역                     | | 70~150  |                                                                                     |
| 210           | 화성여객          | 안녕동(경기고속차고지)                | ↔        | 상리                       | | 40~60   |                                                                                     |
| 211           | 화성여객          | 안녕동(경기고속차고지)                | ↔        | 상리                       | | 40~60   |                                                                                     |
| 220           | 화성여객          | 병점동(병점복합타운)                  | ↔        | 상산                       | 병점역후문, 안용중학교.현충공원, 안녕동, 융건릉입구, 수원과학대학, 정남, 마하리, 팔탄, 화성종합경기타운, 향남홈플러스, 향남부영3단지, 하길중학교, 상신하길로주택 | 60~70   |                                                                                     |
| 221           | 화성여객          | 경기고속차고지                        | ↔        | 상리                       | | 40~60   |                                                                                     |
| 310           | 제부여객 경원여객 | 안산대학교                            | ↔        | 남양 대광아파트            | 상록수역, 본오동, 도금단지, 야목리, 비봉, 남양읍사무소, 화성시청 | 30~60   | 경원여객은 안산시 면허                                                              |
| 330           | 제부여객          | 장외리                                | ↔        | 금정역                     | 송교리, 서신, 송산, 남양, 비봉, 야목리, 반월역, 팔곡동, 대야미, 군포역, 군포시청 | 15      | 전기버스 저상버스 운행 2024년 시내버스 공공관리제 대상 노선                         |
| H340          | 화성도시공사      | 향남버스환승터미널                    | ↔        | 건건동                     | 화성소방서, 향남부영9단지, 향남주공5단지, 향남주공1.2단지, 화성소방서, 화성중앙병원, 장짐교차로, 팔탄면행정복지센터, 구장삼거리, 창곡리, 청요사거리, 자안리, 양노리, 비봉, 구포리, 야목리, 팔곡, 반월역 | 4       |                                                                                     |
| 340-1         | 제부여객          | 향남택지지구                          | ↔        | 금정역                     | 향남고, 신명스카이뷰, 홈플러스, 화성고등학교, 팔탄면, 청요리, 송라리, 대야미, 군포역 | 30      | 2010년 3월 2일 개통 국도 제39호선(서해로) 직통 2024년 시내버스 공공관리제 대상 노선 |
| 340-2         | 제부여객          | 향남택지지구                          | ↔        | 금정역                     | 향남고, 신명스카이뷰, 홈플러스, 화성고등학교, 팔탄면, 청요리, 송라리, 대야미, 군포역 | 30      | 2010년 3월 2일 개통 국도 제39호선(서해로) 직통 2024년 시내버스 공공관리제 대상 노선 |
| 400           | 남양여객          | 이의동(경기대후문)                    | ↔        | 궁평리(궁평항)             | 광교웰빙타운, 경기대수원캠퍼스후문, 우만주공3.4단지, 팔달문, 도청입구 - (→ 수원역.AK플라자 → 수원역환승센터(6번) →/← 수원역.역전시장 ←) - 고색역, 오목천동, 천천리, 어천역, 비봉, 양노리, 남양사거리, 마도 | 30~60   |                                                                                     |
| 400(A)        | 남양여객          | 이의동(경기대후문)                    | ↔        | 송산면(사강복지회관)       | 광교역, 경기대수원캠퍼스후문.수원박물관, 우만주공3.4단지, 팔달문, 도청입구 - (→ 수원역.AK플라자 → 수원역환승센터 →/← 수원역.역전시장 ←) - 고색역, 오목천동, 어천역, 비봉, 양노리, 북양1통, 남양읍행정복지센터, 남양사거리, 마도사거리, 돼지고개.삼존리물미 → 사강복지회관 → 사강시장 → 돼지고개.삼존리물미                                               | 20~30   | 전기버스 저상버스 2024년 시내버스 공공관리제 대상 노선                              |
| H404          | 화성도시공사      | 수원역                                | ↔        | 청원리(바이오밸리)         | 고색역, 오목천동, 어천역, 비봉, 북양산업단지, 남양뉴타운, 화성시청후문, 남양성지, 마도산업단지 | 20~60   |                                                                                     |
| 701           | 화성운수          | 동탄2차고지                           | ↔        | 병점역사거리               | 동탄역, 동탄2파출소, 예솔초, 신미주A, 반송고, 동탄2동 행정복지센터, 다은마을, 푸른마을, 우남아파트 | 20      | 저상버스 운행                                                                       |
| 708           | 화성운수          | 동탄2차고지                           | ↔        | 병점역사거리               | 장지동, 동탄호수공원, 동탄2시범단지, 이마트 동탄점, 메타폴리스, 다은마을, 서동탄역입구 | 10~20   | 저상버스 운행                                                                       |
| 710           | 화성운수          | 동탄2신도시 LH4                       | ↔        | 병점역                     | 반도2차, 동탄2파출소, 동탄이마트, 동탄3동 행정복지센터, 주공6~10단지 | 100~150 |                                                                                     |
| 712           | 화성운수          | 중동(만의사)                          | ↔        | 병점역                     | 한백고, 동탄2파출소, 동탄이마트, 메타폴리스, 다은마을, 서동탄역입구 | 30~70   |                                                                                     |
| 720-3         | 화성여객          | 단국대학교                            | ↔        | 서동탄역파크자이           | 죽전역, 수지구청, 상현1동, 광교호수마을, 법원4, 영통입구, 영통역, 망포역, 신영통, 예당마을, 동탄고교, 푸른마을 |         |                                                                                     |
| 721           | 화성여객          | 영통 지역난방공사                     | ↔        | 동탄2신도시 반도10차       | 영통역, 망포역, 신영통, 한림대병원, 한미약품, 동탄2시범단지, 센트럴푸르지오, 목동, 창의고, 금강2차 | 25~40   |                                                                                     |
| 999           | 남양여객          | 하동(연화장)                          | ↔        | 장덕리(현대기아연구소)     | 연화장, 상현역, 광교중앙역, 수원지방법원, 아주대학교, 성빈센트병원, 수원역, 고색역 ,오목천태산A, 원평, 어천역, 비봉중고, 남양, 화성시청, 대광 | 30~90   |                                                                                     |
| 1000          | 제부여객          | 장외리(장외리.오리골)                 | ↔        | 동탄역                     | 장외리.오리골, 제부도입구, 서신, 송산사강, 마도, 남양사거리 , 비봉, 어천.원평, 천천리입구, 수영오거리, 수원대학교, 융건릉, 송산동.안녕동, 병점역, 서동탄역, 다은마을, 나루마을 | 9회     |                                                                                     |

#### 지선버스
조암터미널에서 출발하는 지선버스로, 모든 노선을 경진여객에서 운행한다. 일부 노선은 조암을 지나지 않으며 발안에서 출발한다.
| 노선 번호 | 운행구간      | 운행구간 | 운행구간                | 경유지 | 운행 횟수 | 비고                 |
| --------- | ------------- | -------- | ----------------------- | --- | --------- | -------------------- |
| 1         | 조암터미널    | ↔        | 장안5리 (장안주택)      | 장안면 행정복지센터, 독정삼거리, 장명초등학교 | 12회      |                      |
| 1-1       | 조암터미널    | ↔        | 장안4리 (고잔)          | 장안면 행정복지센터, 독정삼거리, 장명초등학교, 장안5리 | 9회       |                      |
| 2         | 조암터미널    | ↔        | 고온리                  | 장안여중, 사곡리, 화산삼거리, 매향리 | 10회      |                      |
| 2-1       | 조암터미널    | ←        | 고온리                  | 장안여중, 사곡리, 화산삼거리, 석천4리 | 5회       | 조암 발은 2번과 동일 |
| 2-2       | 조암터미널    | ↔        | 석천4리                 | 장안여중, 사곡리, 화산삼거리, 석천4리→ 석천초등학교 | 8회       |                      |
| 2-3       | 조암터미널    | →        | 고온리                  | 장안여중, 사곡리, 화산삼거리, 화산1리, 매향리 | 2회       | 조암 행은 2번과 동일 |
| 2-4       | 조암터미널    | ↔        | 화산1리                 | 장안여중, 사곡리, 화산삼거리 | 2회       |                      |
| 3         | 조암터미널    | ↔        | 운평3리                 | 우정초등학교 | 7회       |                      |
| 3-1       | 조암터미널    | ↔        | 운평1리 (평밭)          | 우정초등학교 | 2회       |                      |
| 4         | 조암터미널    | ↔        | 이화리                  | 장안여중, 사곡리, 화산삼거리, 두레자연고 | 15회      |                      |
| 20        | 조암터미널    | →        | 이화리                  | 장안여중, 사곡리, 화산삼거리, 두레자연고, 이화1리 | 4회       | 조암 행은 4번과 동일 |
| 4-1       | 조암터미널    | ↔        | 안중구터미널            | 장안여중, 사곡리, 화산삼거리, 두레자연고, 이화리, 원정리, 원정초등학교, 도곡리, 포승읍 행정복지센터, 안중출장소, 안중시장 | 2회       |                      |
| 5-2       | 조암터미널    | ↔        | 호곡리 화수1리 선창포구 | 우정읍 행정복지센터, 화수사거리 | 9회       |                      |
| 5-4       | 조암터미널    | ↔        | 호곡3리 선창포구        | 우정읍 행정복지센터, 화수사거리 | 7회       |                      |
| 6         | 조암터미널    | →        | 발안 제로마트           | 우정초등학교, 운평2리, 원안1리, 화수사거리, 석포리, 월문온천, 제암리 | 7회       | 편도                 |
| 6-2       | 조암터미널    | →        | 발안 제로마트           | 우정초등학교, 운평2리, 원안1리, 화수사거리, 주곡1리, 석포리, 월문온천, 제암리 | 1회       | 편도                 |
| 6-3       | 조암터미널    | →        | 발안 제로마트           | 우정초등학교, 운평2리, 원안리, 화수사거리, 주곡1리, 석포리, 월문온천, 제암리 | 2회       | 편도                 |
| 11        | 조암터미널    | ←        | 발안 제로마트           | 우정초등학교, 운평2리, 원안리, 화수사거리, 석포리, 월문온천, 제암리 | 9회       | 편도                 |
| 7         | 조암터미널    | →        | 발안 제로마트           | 우정읍 행정복지센터, 화수사거리, 석포리, 석포5·6리, 월문온천, 제암리, 화성고등학교 | 1회       | 편도                 |
| 7-1       | 조암터미널    | →        | 발안 제로마트           | 어은1리, 수촌리, 해창리, 고주리, 발안주공아파트 | 1회       | 편도                 |
| 8         | 조암터미널    | ↔        | 원안1리                 | 우정초등학교, 운평2리 | 1회       |                      |
| 8-1       | 조암터미널    | ↔        | 원안1리                 | 우정초등학교→ 운평2리→ 원안1리→ 한각리→ 우정읍 행정복지센터 | 1회       |                      |
| 8-2       | 조암터미널    | ↔        | 원안1리                 | 우정초등학교→ 운평2리→ 원안1리→ 화수사거리→ 우정읍 행정복지센터 | 1회       |                      |
| 8-3       | 조암터미널    | ↔        | 석포리 주곡1리          | 우정읍 행정복지센터, 화수사거리 | 1회       |                      |
| 9         | 조암터미널    | ↔        | 노진리                  | 장안여중, 사곡리 | 5회       |                      |
| 19        | 조암터미널    | ←        | 노진리                  | 장안여중, 사곡리, 이화4리 | 4회       | 조암 발은 9번과 동일 |
| 10        | 발안 제로마트 | ↔        | 구문천3·5리             | 상신리, 향남제약단지, 발안산업단지 | 6회       |                      |
| 11-2      | 발안 제로마트 | →        | 조암터미널              | 제암리, 월문온천, 석포5리, 주곡1리, 화수사거리, 우정읍 행정복지센터 | 2회       | 편도                 |
| 11-4      | 발안 제로마트 | →        | 조암터미널              | 발안주공아파트, 고주리, 덕우리, 석포5리, 주곡1리, 화수사거리, 우정읍 행정복지센터 | 1회       | 편도                 |
| 11-5      | 발안 제로마트 | ↔        | 석포6리                 | 제암리, 월문온천, 석포5리→ 석포6리 | 4회       |                      |
| 14        | 조암터미널    | ↔        | 덕다리 (문화촌)         | 장안면 행정복지센터 | 5회       |                      |
| 15        | 조암터미널    | ↔        | 장안6리                 | 장안면 행정복지센터, 독정삼거리, 독정1리→ 독정5리→ 장안6리→ 장명초등학교 | 6회       |                      |
| 16        | 조암터미널    | →        | 조암터미널              | 우정초등학교→ 화산2리→ 화산삼거리→ 산호아파트→ 장안초등학교 | 6회       |                      |
| 17        | 조암터미널    | ↔        | 화수3리 주곡2리         | 우정읍 행정복지센터→ 한각1리→ 원안2리→ 화수사거리(화수3리·주곡2리)→ 멱우리→ 우정읍 행정복지센터 | 6회       |                      |
| 18        | 조암터미널    | ↔        | 궁평항                  | 장안여중, 화산삼거리, 매향3리 | 8회       |                      |
| 21        | 조암터미널    | ↔        | 팔탄                    | 우정읍사무소, 화수사거리, 석포리, 월문온천, 고주리, 발안주공아파트, 바다마트, 화성고등학교 | 5회       |                      |
| 23        | 조암터미널    | ↔        | 독정4리 식염온천        | 어은3리 | 6회       |                      |
| 24        | 조암터미널    | →        | 조암터미널              | 어은1리→ 장안공단→ 금의1리→ 멱우2리→ 삼괴고 | 5회       |                      |
| 25        | 조암터미널    | ↔        | 사곡5리                 | 장안여중, 사곡6리 | 5회       |                      |
| 26        | 조암터미널    | ↔        | 구문천3·5리             | 조암→발안: 우정읍 행정복지센터→ 화수사거리→ 주곡1리→ 석포5·6리→ 월문온천→ 제암리→ 발안주공→ 화성고→ 제로마트 발안↔구문천리: 제로마트↔ 상신리↔ 향남제약단지↔ 발안산업단지 발안→조암: 제로마트→ 화성고→ 발안주공→ 제암리→ 월문온천→ 석포리→ 화수사거리→ 우정읍 행정복지센터→ 장안면사무소 | 3회       |                      |
| 27        | 조암터미널    | ↔        | 두레자연고              | 장안여중, 사곡6리, 화산삼거리 | 3회       |                      |
| 28        | 산호아파트    | ↔        | 장안면 행정복지센터     | 조암터미널, 삼괴고, 어은삼거리 |           |                      |

### 일반좌석버스
| 노선 번호       | 운행업체 | 운행구간   | 운행구간 | 운행구간 | 경유지                                                      | 배차 간격 (분) | 비고            |
| --------------- | -------- | ---------- | -------- | -------- | ----------------------------------------------------------- | -------------- | --------------- |
| 1004 일반좌석   | 제부여객 | 제부도입구 | ↔        | 수원역   | 서신, 송산, 마도, 남양, 양노3리, 천천리, 오목천동, 고색동   | 15~30          | 비봉매송로 경유 |
| 1004-1 일반좌석 | 제부여객 | 전곡항     | ↔        | 수원역   | 전곡리, 송산, 마도, 남양, 양노3리, 천천리, 오목천동, 고색동 | 180            | 비봉매송로 경유 |

### 직행좌석버스
| 노선 번호       | 운행업체               | 운행구간           | 운행구간 | 운행구간              | 경유지 | 배차 간격 (분) | 비고                              |
| --------------- | ---------------------- | ------------------ | -------- | --------------------- | --- | -------------- | --------------------------------- |
| 1002 직행좌석   | 제부여객               | 전곡항             | ↔        | 사당역                | 제부도입구, 서신, 사강, 마도, 남양뉴타운, 의왕요금소 | 50~60          | 대광위 준공영제 노선              |
| G1003 직행좌석  | 제부여객               | 현대.기아연구소    | ↔        | 양재시민의숲역        | 남양뉴타운, 염티고개, 양노3리, 서초역, 교대역, 양재역 | 20~40          | 대광위 준공영제 노선              |
| 1006 직행좌석   | 경진여객               | 수원대학교         | ↔        | 강남역                | 봉담휴먼빌, 동화초중교, 봉담2LH단지, 의왕요금소, 선바위역, 서초역→교대역→강남역→양재역→시민의숲                                                              | 40~80          | 2020년 7월 13일 신설              |
| 1007 직행좌석   | 대원고속               | 수원대학교         | ↔        | 잠실역                | 수원역, 수원여고, 장안문, 창룡문, 경기대후문, 판교, 고등동, 세곡동, 수서역, 가락시장역                                                                       | 15~30          | 대광위 준공영제 노선              |
| 1008 직행좌석   | 제부여객               | 현대기아연구소     | ↔        | 사당역                | 화성시청, 비봉면, 매송면, 의왕요금소 | 30~60          | 대광위 준공영제 노선              |
| 1009 직행좌석   | 대원고속               | 안녕리             | ↔        | 잠실역                | 수원대학교, 오목천동, 권선구청, 구운동, 화서역, 노송마을, 의왕요금소, 청계요금소, 성남요금소, 장지역, 가락시장역                                             | 15~35          | 대광위 준공영제 노선              |
| 1551 직행좌석   | 대원고속               | 수원대학교         | ↔        | 강남역                | 송산동입구, 병점역, 동탄고교, 예당마을, 경부고속도로, 신논현역, 강남역, 양재역                                                                               | 15~30          | 대광위 준공영제 노선              |
| 3102 직행좌석   | 경원여객               | 송산그린시티       | ↔        | 강남역                | 사동푸르지오A, 한양대학교(안산), 상록수역, 의왕요금소, 서초역→교대역→강남역→양재역→시민의숲                                                                  | 30             |                                   |
| 4108 직행좌석   | 화성여객               | 동탄신도시         | ↔        | 서울역버스환승센터    | 월드반도A, 다은마을, 메타폴리스, 한빛마을, 예당마을, 서울시청                                                                                                | 30~60          | 경부고속도로 경유 2층버스 운행    |
| 4403 직행좌석   | 화성여객               | 동탄신도시         | ↔        | 신논현역              | 월드반도A, 다은마을, 메타폴리스, 한빛마을, 예당마을, 신논현역→ 강남역→ 양재역→ 시민의숲                                                                      | 20~30          | 경부고속도로 경유 2층버스 운행    |
| 6001 직행좌석   | 화성여객               | 동탄2신도시 방교리 | ↔        | 강남역                | 동탄역입구, 한미약품, 한림대병원, 경부고속도로, 신논현역→ 강남역→ 양재역→ 시민의숲                                                                           | 20~30          | 2층버스 운행                      |
| 6002 직행좌석   | 화성여객               | 동탄2신도시차고지  | ↔        | 강남역                | 신리고, 예솔초, 동탄2파출소, 경부고속도로, 신논현역→ 강남역→ 양재역→ 시민의숲                                                                                | 20             | 2층버스 운행                      |
| 6002-1 직행좌석 | 화성여객               | 동탄2신도시차고지  | →        | 강남역                | 스위첸, 센트럴상록, 경부고속도로, 신논현역→ 강남역→ 양재역→ 시민의숲                                                                                         | 2회            | 06:50, 07:10 복편은 6002번과 동일 |
| 6003 직행좌석   | 화성여객               | 동탄2신도시차고지  | ↔        | 판교테크노밸리 판교역 | 동탄역입구, 한미약품, 한림대병원, 경부고속도로 | 20~40          | 2층버스 운행                      |
| 6004 직행좌석   | 화성여객               | 동탄차고지         | ↔        | 강남역                | 동탄국제고등학교, 동탄경찰서, 반도5차, 반도6차, 한림대성심병원, 경부고속도로, 신논현역→ 강남역→ 양재역→ 시민의숲                                             | 20~40          | 구 1560번 대광위 준공영제 노선    |
| 6008 직행좌석   | 화성여객               | 동탄2신도시 방교리 | ↔        | 서초역                | 동탄역입구, 한미약품, 한림대병원, 경부고속도로, 남부터미널역→ 예술의전당→ 서초역→ 교대역                                                                     | 20~40          | 대광위 준공영제 노선              |
| G6009 직행좌석  | 화성여객               | 동탄2신도시        | ↔        | 잠실광역환승센터      | 신안인스빌2차, 동탄테크노밸리, 경부고속도로, 수도권제1순환고속도로, 장지역, 가락시장역, 송파역, 석촌호수                                                     | 10~20          | 대광위 준공영제 노선              |
| G6010 직행좌석  | 화성여객               | 오산역             | ↔        | 상갈역                | 오산 시티자이, 자이 파밀리에·아이원, 동탄호수공원, 호수 부영3차, 의료시설부지, 한화·린스트하우스, 동탄역, 반도1차·경남 아너스빌, 삼성 아파트·현대 모닝사이드 | 20~30          |                                   |
| 7200 직행좌석   | 경진여객               | 동탄2신도시        | ↔        | 인덕원역              | 동탄역, 예당고교, 삼성전자중앙문, 광교중앙역 | 20~40          |                                   |
| 7790 직행좌석   | 경진여객               | 협성대학교         | ↔        | 사당역                | 장안대학교, 봉담읍, 동일하이빌, 수원대학교, 와우2리, 수영오거리, 봉담과천도시고속화도로, 남태령역                                                            | 20~30          |                                   |
| 8000 직행좌석   | 경진여객               | 협성대학교         | ↔        | 금정역                | 장안대학교, 봉담읍, 동일하이빌, 수원대학교, 와우2리, 수영오거리, 호매실, 칠보마을, 서수원터미널, 성균관대역, 의왕시청, 한세대학교, 군포역                    | 50~60          |                                   |
| 8155 직행좌석   | 경진여객               | 조암터미널         | ↔        | 사당역                | 발안, 향남환승터미널, 봉담읍 행정복지센터, 의왕요금소 | 15             |                                   |
| 8156 직행좌석   | 경진여객               | 향남2지구 (상신리) | ↔        | 사당역                | 하길중학교, 향남로, 향남환승터미널, 봉담읍 행정복지센터, 의왕요금소                                                                                          | 30~60          |                                   |
| G8157 직행좌석  | 제부여객               | 현대.기아연구소    | ↔        | 양재시민의숲역        | 남양뉴타운, 염티고개, 양노3리, 서초역, 교대역, 양재역 | 20~60          | 대광위 준공영제 노선              |
| 8471 직행좌석   | 경진여객               | 수원역             | ↔        | 안중터미널            | 봉담, 발안, 제약공단, 청북읍 행정복지센터 | 4회            |                                   |
| 8472 직행좌석   | 경진여객               | 수원역             | ↔        | 안중터미널            | 봉담, 발안, 제약공단, 청북읍 행정복지센터, 청북신도시 | 40~60          |                                   |
| 8501 직행좌석   | 화성여객               | 수원대학교         | ↔        | 강남역                | 송산동, 진안동, 동탄고, 메타폴리스, 경부고속도로, 남부터미널역→ 교대역→ 양재역→ 시민의숲                                                                     | 30~40          |                                   |
| 8502 직행좌석   | 화성여객               | 수원대학교         | ↔        | 강남역                | 송산동, 진안동, 동탄고, 메타폴리스, 경부고속도로, 신논현역→ 강남역→ 양재역→ 시민의숲                                                                         | 30~40          |                                   |
| 9802 직행좌석   | 경진여객               | 수원역             | ↔        | 조암터미널            | 봉담, 발안, 수촌리 | 30             |                                   |
| P9301           | 한국스마트버스협동조합 | 나루마을           | ↔        | 잠실광역환승센터      | 메타폴리스, 화랑공원남편, 화랑공원동편, 복정역, 장지역, 가락시장역                                                                                           | 1일 4회        | 경기 프리미엄버스                 |
| P9302           | 한국스마트버스협동조합 | 자이파밀리에       | ↔        | 잠실광역환승센터      | 창의고교, 지산마을, 화랑공원남편, 화랑공원동편, 복정역, 장지역, 가락시장역                                                                                   | 1일 4회        | 경기 프리미엄버스                 |

### 광역급행버스
| 노선 번호 | 운행 업체 | 운행구간               | 운행구간 | 운행구간             | 기점부 정류장                                                                                          | 무정차 구간                       | 종점부 정류장                                     | 배차 간격 (분) | 기타 사항 |
| --------- | --------- | ---------------------- | -------- | -------------------- | --- | --------------------------------- | ------------------------------------------------- | -------------- | --------- |
| M4108     | 대원고속  | 화성 (동탄신도시)      | ↔        | 서울역 버스 환승센터 | 월드반도A, 서해쌍용A, 메타폴리스, 한빛마을, 예당마을, 을지로3가역, 을지로입구역, 시청역, 명동 국민은행 | 7~15                              |                                                   |                |           |
| M4130     | 화성여객  | 동탄2신도시            | ↔        | 서울역(환승센터)     | 한화꿈에그린 동탄역 GS자이                                                                             | 경부고속도로 한남대교 남산1호터널 | 서울백병원 을지로입구역 신한은행 YTN 명동국민은행 | 20~40          |           |
| M4137     | 화성여객  | 동탄 (동탄 테크노밸리) | ↔        | 서울역(환승센터)     | 신안인스빌2차 상록.경남아파트                                                                          | 경부고속도로 한남대교 남산1호터널 | 서울백병원 서울시청 신한은행 명동국민은행         | 15~40          |           |
| M4403     | 대원고속  | 화성 (동탄신도시)      | ↔        | 신논현역             | 월드반도A, 다은마을, 메타폴리스, 한빛마을, 예당마을, 강남역, 양재역, 양재시민의숲역                    | 7~15                              |                                                   |                |           |
| M4434     | 화성여객  | 동탄신도시             | ↔        | 신논현역             | 월드반도A 서해쌍용A 메타폴리스 한빛마을 예당마을                                                       | 경부고속도로                      | 강남역 양재역 양재시민의숲역                      | 7~15           |           |
| M4448     | 화성여객  | 동탄2차고지            | ↔        | 강남역               | 호수부영4차 호수부영1차 창의고교 동탄테크노밸리                                                        | 경부고속도로                      | 신논현역 강남역 양재역 시민의숲                   | 20~40          |           |
| M4449     | 화성여객  | 한신대학교             | ↔        | 강남역               | 병점아이파크 송화초교 병점초교 능리교차로                                                              | 경부고속도로                      | 신논현역 강남역 양재역 시민의숲                   | 75~90          |           |

## 타 시도 차적의 운행 노선

### 광주시의 시내버스
| 노선 번호 | 운행업체 | 운행구간          | 운행구간 | 운행구간            | 경유지 | 배차 간격 (분) | 비고        |
| --------- | -------- | ----------------- | -------- | ------------------- | --- | -------------- | ----------- |
| 116-1     | 경기고속 | 정자역            | ↔        | 갈곶동 (화남아파트) | 미금역, 하얀마을, 오리역, 보정역, 구성역, 신갈초교, 신갈오거리, 메타폴리스, 제일교회 | 15~25          | 광주시 면허 |
| 700-2     | 경기고속 | 오리역            | ↔        | 수원대학교          | 미금역, 동천역, 수지구청역, 경기대학교, 화성행궁, 수원역, 고색동, 오목천동 | 5-15           | 광주시 면허 |
| 720-1     | 경기고속 | 영통 지역난방공사 | ↔        | 남한산성입구        | 영통발: 신나무실, 영통역, 망포역, 신영통, 삼성반도체 왕복 운행 청명역, 아주대학교, 경기지방경찰청, 성복역, 수지구청역, 수지고, 머내, 미금역, 분당중앙공원, 서현역, 도촌지구, 중원경찰서, 단대오거리역 | 5~10           | 광주시 면허 |
| 720-2     | 경기고속 | 안녕동            | ↔        | 백현마을            | 와우리, 오목천동, 탑동, 서둔동, 수원역, 중동, 아주대학교, 광교테크노밸리, 상현동, 성복역, 수지구청역, 죽전역, 미금역, 한솔마을, 서현역                                                                | 5~15           | 광주시 면허 |

### 서울특별시의 시내버스
| 운행 노선       | 운행업체 | 운행구간               | 운행구간 | 운행구간 | 경유지                      | 배차 간격 (분) | 비고                         |
| --------------- | -------- | ---------------------- | -------- | -------- | --------------------------- | -------------- | ---------------------------- |
| 서울01 서울광역 | 동성교통 | 동탄2신도시 (한신더휴) | →        | 강남역   | 신안2차, 경남아파트, 양재역 | 15 (3회)       | 서울특별시 면허 서울동행버스 |

### 수원시의 시내버스
| 노선 번호     | 운행업체          | 운행구간                           | 운행구간 | 운행구간                 | 경유지 | 배차 간격 (분) | 비고 |
| ------------- | ----------------- | ---------------------------------- | -------- | ------------------------ | --- | -------------- | --- |
| 13-5          | 수원여객          | 동탄차고지                         | ↔        | 당수동                   | 이마트 동탄점, 신영통, 망포역, 수원터미널, 수원역, 서둔동, 탑동, 구운동, 칠보 | 13~40          | 수원시 면허 저상버스 전기버스 운행 2024년 시내버스 공공관리제 대상 노선                                        |
| 15-1          | 용남고속          | 수원여자대학교                     | ↔        | 동탄2신도시              | 능실마을, LG빌리지, 칠보중학교, 강남아파트, 탑동, 수원역, 매산로, 성빈센트병원, 아주대입구, 매탄2동, 삼성전자, 망포역, 신영통, 한림대병원, 동탄2파출소→ 예솔초등학교→ 호반3차→ 동탄역                                              | 20~35          | 수원시 면허 동탄2신도시는 51번의 역방향                                                                        |
| 16-1          | 수원여객          | 연무동                             | ↔        | 봉담읍 내리              | 장안문, 팔달문, 수원역, 고색동, 오목천동, 봉담 | 7회            | 수원시 면허 |
| 20            | 수원여객          | 광교신도시                         | ↔        | 운암단지                 | 상현역, 아주대학교(병원), 소화초교, 성빈센트병원, 팔달문, 매교역, 세류역, 병점역, 오산대역, 오산역, 오산시청 | 13~20          | 수원시 면허 저상버스 전기버스 운행 2024년 시내버스 공공관리제 대상 노선                                        |
| 20-1          | 수원여객          | 연무동                             | ↔        | 운암단지                 | 장안문, 팔달문, 매교역, 세류역, 병점역, 세마역, 세교신도시, 오산대역, 오산역 | 18~30          | 수원시 면허 저상버스 전기버스 운행 2024년 시내버스 공공관리제 대상 노선                                        |
| 25            | 수원여객          | 파장동                             | ↔        | 정남면                   | 파장동, 한일타운, 장안문, 팔달문, 매교역, 세류역, 병점입구, 안녕동 | 14~22          | 수원시 면허 저상버스 전기버스 운행 2024년 시내버스 공공관리제 대상 노선                                        |
| 30            | 경진여객 수원여객 | 북부차고지 (파장동)                | ↔        | 수원대학교               | 파장동, 만석공원, 정자3동주민센터, 화서역, 수원역, 고색동, 오목천동, 봉담읍 행정복지센터, 봉담고등학교, 동화리(봉담택지) | 8~10           | 수원여객은 수원시 면허 동화마을2·3단지 경유 저상버스 전기버스 운행 2024년 시내버스 공공관리제 대상 노선        |
| 30-1          | 경진여객 수원여객 | 북부차고지 (파장동)                | ↔        | 수원대학교               | 파장동, 만석공원, 정자3동주민센터, 화서역, 수원역, 고색동, 오목천동, 봉담읍 행정복지센터, 봉담고등학교, 동화리(봉담택지) | 8~12           | 수원여객은 수원 면허 동화마을동일하이빌·6단지 경유 저상버스 전기버스 운행 2024년 시내버스 공공관리제 대상 노선 |
| 32-4          | 수원여객          | 광교신도시                         | ↔        | 향남주공18단지           | 상현역, 광교중앙역, 수원월드컵경기장, 아주대학교, 성빈센트병원, 수원역, 평동, 고색역, 오목천역, 봉담, 장안대학교, 가재리, 향남홈플러스                                                                                             | 40~50          | 수원시 면허 저상버스 전기버스 운행 2024년 시내버스 공공관리제 대상 노선                                        |
| 34            | 용남고속          | 왕림휴게소                         | ↔        | 동부차고지               | 장안대학교, 봉담읍행정복지센터, 수영오거리, 기안동, 와우리, 융건릉, 안녕동, 병점역, 병점2동, 능동입구, 신영통, 망포역, 영통역, 청명역, 흥덕지구중심상가, 원천주공2단지, 광교호반마을                                               | 16             | 수원시 면허 저상버스 전기버스 운행 2024년 시내버스 공공관리제 대상 노선                                        |
| 34-1          | 용남고속          | 왕림휴게소                         | ↔        | 동부차고지               | 장안대학교, 봉담읍행정복지센터, 동화리, 와우리, 융건릉, 안녕동, 병점역, 병점2동, 능동입구, 신영통, 망포역, 영통역, 청명역, 흥덕지구중심상가, 광교호반마을                                                                          | 16             | 수원시 면허 저상버스 전기버스 운행 2024년 시내버스 공공관리제 대상 노선                                        |
| 35            | 수원여객          | 연무동                             | ↔        | 향남택지지구             | 장안문, 팔달문, 수원역, 고색동, 오목천동, 봉담, 장안대학교,향남읍행정복지센터 | 13~18          | 수원시 면허 저상버스 전기버스 운행 2024년 시내버스 공공관리제 대상 노선                                        |
| 37            | 수원여객          | 경기대학교                         | ↔        | 한국민속촌               | 장안문, 화서역, 웃거리, 수원역, 성빈센트병원, 법원사거리, 청명역, 신갈동, 상갈역 | 8~20           | 수원시 면허 저상버스 전기버스 운행 2024년 시내버스 공공관리제 대상 노선                                        |
| 42            | 수원여객          | 이목동                             | ↔        | 수영리 신창아파트        | SK스카이뷰, 천천지구, 화서역, 수원역, 고색동, 오목천동, 방통대 | 15~30          | 수원시 면허 저상버스 전기버스 운행 2024년 시내버스 공공관리제 대상 노선                                        |
| 46            | 오산교통          | 연무동                             | ↔        | 병점동                   | 장안문, 팔달문, 수원역, 고색동, 오목천동, 기안동, 와우리, 안녕동, 병점역 | 25~30          | 수원시 면허 저상버스 전기버스 운행 2024년 시내버스 공공관리제 대상 노선                                        |
| 61            | 수원여객          | 수원서부공영차고지(수원여자대학교) | ↔        | 망포역                   | 능실마을, 호매실(삼익), 서수원터미널, 성균관대역, 동남보건대학교, 정자시장, 장안문, 팔달문, 성빈센트병원, 수원시청역, 영통구청, 신동지구                                                                                           | 20~25          | 수원시 면허 저상버스 전기버스 운행 2024년 단일시군 공공관리제 대상 노선                                        |
| 62-1          | 수원여객          | 동탄차고지                         | ↔        | 칠보                     | 메타폴리스, 능동, 망포역, 매탄동, 아주대입구, 팔달문, 장안문, 한일타운, 동남보건대학교, 성균관대역, 서수원터미널 | 6~11           | 수원시 면허 저상버스 전기버스 운행 2024년 시내버스 공공관리제 대상 노선                                        |
| 64            | 수원여객          | 동탄차고지                         | ↔        | 안양역                   | 메타폴리스, 능동, 망포고등학교, 수원터미널, 매교역, 팔달문, 장안문, 수원종합운동장, 만석공원, 이목동, 고천동, 포도원, 명학역 | 15~25          | 수원시 면허 저상버스 운행 2024년 시내버스 공공관리제 대상 노선                                                 |
| 80            | 수원여객          | 곡반정동                           | ↔        | 광교휴먼시아32단지       | 권선시장, 수원시청역, 갤러리아백화점 수원점, 매탄위브하늘채아파트, 법원사거리, 아주대학교, 수원월드컵경기장, 경기남부경찰청, 경기대학교, 광교테크노밸리, 광교센트럴타운(대림, 오드카운티, 래미안) - 광교마을(중심상가, 휴먼시아41) | 18~20          | 수원시 면허 저상버스 운행 2024년 시내버스 공공관리제 대상 노선                                                 |
| 81            | 수원여객          | 광교신도시                         | ↔        | 병점                     | 상현역, 연무중학교, 광교중앙역, 다산중학교, 아주대학교(병원), 법원사거리, 수원시청, 수원터미널, 비행장, 진안동→ 병점주공9,3,4→ 홈플러스→ 병점역                                                                                    | 13~16          | 수원시 면허 저상버스 운행 2024년 시내버스 공공관리제 대상 노선                                                 |
| 82-1          | 수원여객          | 곡반정동                           | ↔        | 수원여자고등학교         | 수원하늘채더퍼스트아파트, 곡정고등학교, 세류역, 수원종합버스터미널, 수원시청, 수원시청역, 매탄위브하늘채아파트, 법원사거리, 성빈센트병원, 영동시장, 이춘택병원, 수원역, 화서사거리, 장안문, 팔달문                                 | 16~24          | 수원시 면허 저상버스 운행 2024년 시내버스 단일시군 대상 노선                                                   |
| 92-1          | 수원여객 용남고속 | 동탄차고지                         | ↔        | 성균관대역               | 메타폴리스, 이마트 동탄점, 신영통, 망포역, 매탄고, 수원시청, 수원역, 웃거리, 율현중, 정자3동, 동남보건대학교 | 8~14           | 수원시 면허 전기버스 저상버스 운행 2024년 시내버스 공공관리제 대상 노선                                        |
| 98            | 수원여객 용남고속 | 이목동                             | ↔        | 동탄신도시 나루마을      | 노송마을, 장안고등학교 , 장안문, 팔달문, 인계4, 매탄2동, 영통2동, 망포역, 신영통, 능동, 메타폴리스 | 10~15          | 수원시 면허 전기버스 저상버스 운행 2024년 시내버스 공공관리제 대상 노선                                        |
| 99            | 용남고속          | 수원여자대학교                     | ↔        | 동탄2신도시 예솔초등학교 | 능실마을, 호매실, 칠보7·8단지, 서수원터미널, 성균관대역, 동원고, 파장시장, 만석공원, 장안구청, 경기도교육청, 월드컵경기장, 아주대학교, 법원사거리, 매탄고, 매탄권선역, 망포역, 신영통, 한림대병원, 동탄역                          | 15~22          | 수원시 면허 전기버스 저상버스 운행 2024년 시내버스 공공관리제 대상 노선                                        |
| 300-1         | 성우운수          | 이목동                             | ↔        | 병점동                   | 파장동, 한일타운, 동수원4, 수원터미널, 병점역 | 30~60          | 수원시 면허 전기버스 저상버스 운행 2024년 시내버스 공공관리제 대상 노선                                        |
| 301           | 성우운수          | 하북리(견산리)                     | ↔        | 범계역                   | 진위역, 오산역, 병점역, 세류역, 수원역, 장안문, 노송마을, 고천동, 포도원, 호계4 | 5~7            | 수원시 면허 전기버스 저상버스 운행 2024년 시내버스 공공관리제 대상 노선                                        |
| 7800 직행좌석 | 경진여객          | 수원대학교                         | ↔        | 사당역                   | 봉담택지, 호매실, 서수원터미널, 성균관대역, 의왕요금소, 관문4 | 4~20           | 수원시 면허 |

### 안산시의 시내버스
| 노선 번호 | 운행업체 | 운행구간     | 운행구간 | 운행구간     | 경유지 | 배차 간격 (분) | 비고          |
| --------- | -------- | ------------ | -------- | ------------ | --- | -------------- | ------------- |
| 10        | 경원여객 | 중앙역       | ↔        | 송산그린시티 | 안산문화광장, 호수공원, 사동푸르지오A, 경기테크노파크 | 8~15           |               |
| 13        | 경원여객 | 원시역       | ↔        | 송산그린시티 | | 20~40          |               |
| 16        | 경원여객 | 상록수역     | ↔        | 송산그린시티 | 본오동태영A, 사리역, 그랑시티자이A | 10~20          |               |
| 99-1      | 경원여객 | 본오동       | ↔        | 송산그린시티 | 상록수역, 일동, 부곡동, 안산공고, 월피동, 중앙역, 안산터미널, 스타프라자, 안산시청, 고잔역, 안산문화광장, 고잔그린빌, 사동푸르지오A, 경기테크노파크, 그랑시티자이A   | 8~15           | 저상버스 운행 |
| 123       | 태화상운 | 송산그린시티 | ↔        | 탄도         | 사동푸르지오A, 호수공원, 안산문화광장, 중앙역, 안산시청, 초지역, 안산역, 이마트 시화점, 시화지구, 오이도역, 서울대학교(배곧), 스틸랜드, 시화방조제, 방아머리, 대부도 | 20~30          |               |

### 오산시의 시내버스
| 노선 번호       | 운행업체 | 운행구간            | 운행구간 | 운행구간          | 경유지 | 배차 간격 (분) | 비고                                          |
| --------------- | -------- | ------------------- | -------- | ----------------- | --- | -------------- | --------------------------------------------- |
| 7               | 오산교통 | 운암단지            | ↔        | 진안주공11,12단지 | 오산역, 중원4, 신장동행정복지센터, 오산대역, 세교신도시(2.4.5.6.7.8단지), 세마역, 양산도서관, 양산동대림A, 홈플러스 병점점, 병점역                      | 20             | 오산시 면허                                   |
| 8               | 오산교통 | 오산청호아파트      | ↔        | 서천지구          | GS자이, 대림아파트, 오산역, 운암단지, 오산종합운동장, 세교19~16단지, 오산대역, 죽미마을, 세마고, 세마역, 양산동, 병점역, 진안동, 기산동, 망포고, 망포역 | 12             | 오산시 면허                                   |
| 9               | 오산교통 | 세마역              | ↔        | 동탄역            | 세마고, 죽미마을, 금암마을, 오산대역, 세교16.17단지, 화성오산교육청, 새강마을, 메타폴리스, 예당마을, 시범단지→동탄역                                    | 25~40          | 오산시 면허                                   |
| 21              | 오산교통 | 오산역              | ↔        | 화성중고교        | 신양아파트, 남촌오거리, 오산초, 덕절리, 사창리, 용소리, 양감면, 향남2지구, 발안                                                                         | 90             | 오산시 면허 21번 용소리 경유 22번 송산리 경유 |
| 22              | 오산교통 | 오산역              | ↔        | 화성중고교        | 신양아파트, 남촌오거리, 오산초, 덕절리, 사창리, 용소리, 양감면, 향남2지구, 발안                                                                         | 90             | 오산시 면허 21번 용소리 경유 22번 송산리 경유 |
| 31              | 오산교통 | 부산동슈퍼          | ↔        | 세마역            | 운암1,2,3,4단지, 시민회관, 중원사거리, 오산역, 제일협동조합, 성모병원, 남촌오거리, 가장산업단지, 내리.용수리.지곶동                                     | 70             | 오산시 면허                                   |
| 32              | 오산교통 | 오산역              | ↔        | 한신대학교        | 제일신용협동조합, 운암단지, 투마트, 화성초교, 매홀중, 세교16,17단지, 화성교육청, 외삼미동입구, 세마역, 양산대림아파트                                   | 50~70          | 오산시 면허                                   |
| 71              | 오산교통 | 힐스테이트          | ↔        | 중리 만의사       | 오산역, 오산시장, 오산종합운동장, 금곡리, 신미주아파트, 청계리, (성원아파트)오산 행                                                                     | 100~120        |                                               |
| 111             | 오산교통 | 화성중고등학교      | ↔        | 오산역            | 향남읍사무소, 갈천리, 덕절리, 초평동, 남촌동 | 13~20          |                                               |
| 202             | 오산교통 | 오산교통 탑동차고지 | ↔        | 아주대학교        | 누읍지구, 오산대학교, 오산시법원, 세교7~3단지, 세마고, 세마역, 병점역, 세류역, 세류3동, 권선사거리, 수원시청, 인계동래미안A                             | 11             |                                               |
| 1550-1 직행좌석 | 대원고속 | 한신대학교          | ↔        | 강남역            | 병점역, 신영통, 망포역, 경희대학교, 하갈동, 신논현역→강남역→양재역→시민의숲                                                                             | 10~20          |                                               |

### 광역급행버스
| 노선 번호 | 운행 업체 | 운행구간   | 운행구간 | 운행구간         | 기점부 정류장                                    | 무정차 구간                       | 종점부 정류장                               | 배차 간격 (분) | 기타 사항 |
| --------- | --------- | ---------- | -------- | ---------------- | ------------------------------------------------ | --------------------------------- | ------------------------------------------- | -------------- | --------- |
| M4108     | 대원고속  | 동탄신도시 | ↔        | 서울역(환승센터) | 월드반도A 서해쌍용A 메타폴리스 한빛마을 예당마을 | 경부고속도로 한남대교 남산1호터널 | 서울백병원 을지로입구역 시청역 명동국민은행 | 7~15           |           |
| M4403     | 대원고속  | 동탄신도시 | ↔        | 신논현역         | 월드반도A 다은마을 메타폴리스 한빛마을 예당마을  | 경부고속도로                      | 강남역 양재역 양재시민의숲역                | 7~15           |           |

## 사진

화성시내버스 30번
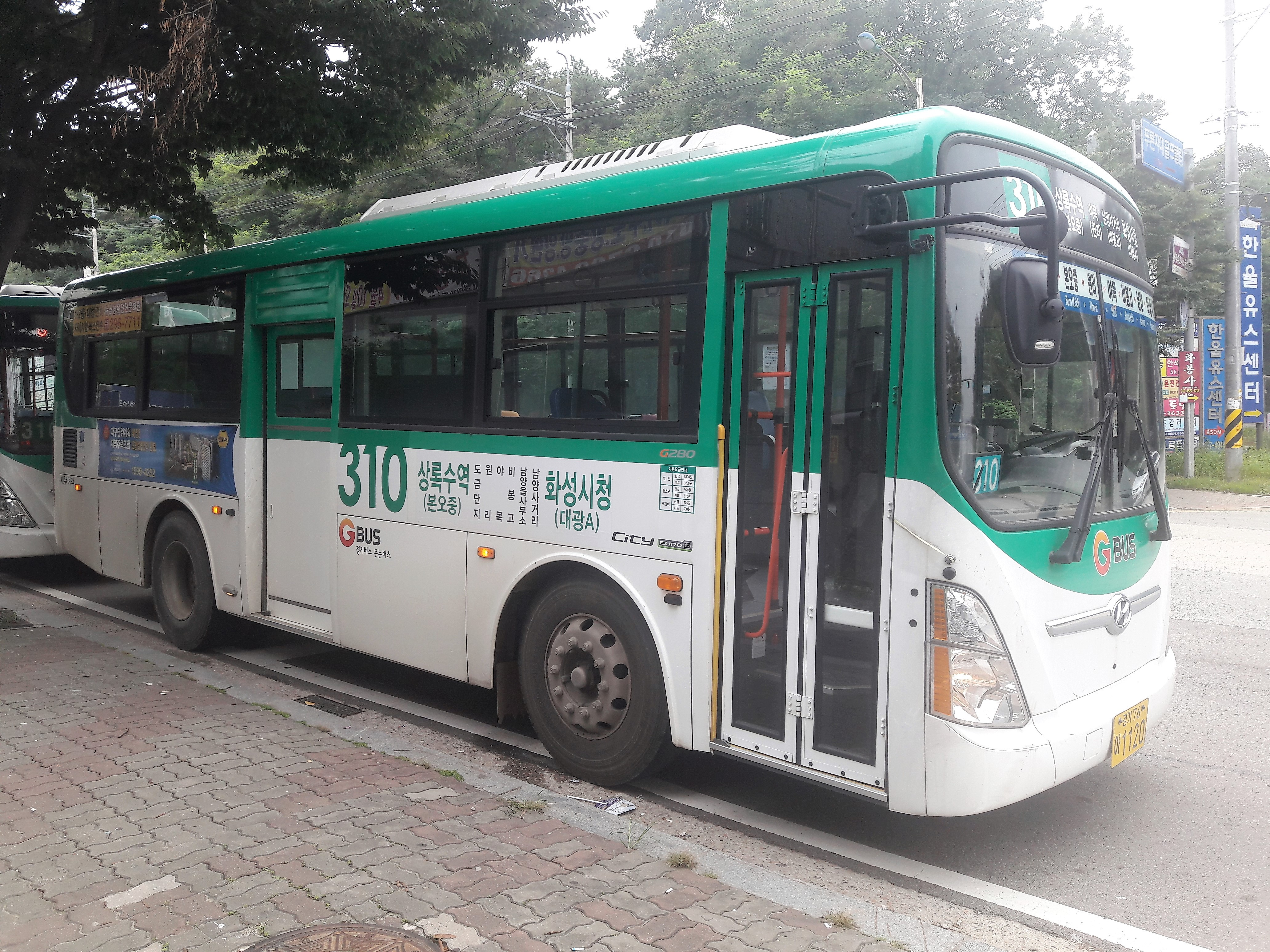
화성시내버스 310번
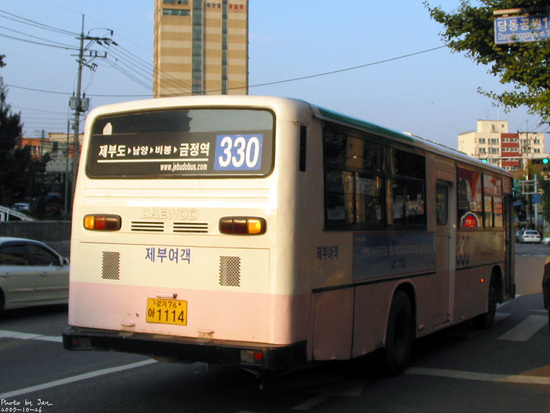
화성시내버스 330번
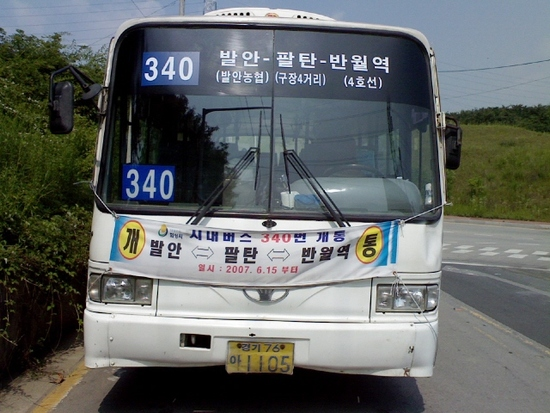
화성시내버스 340번
화성시내버스 구 1003번
화성시내버스 1004-1번
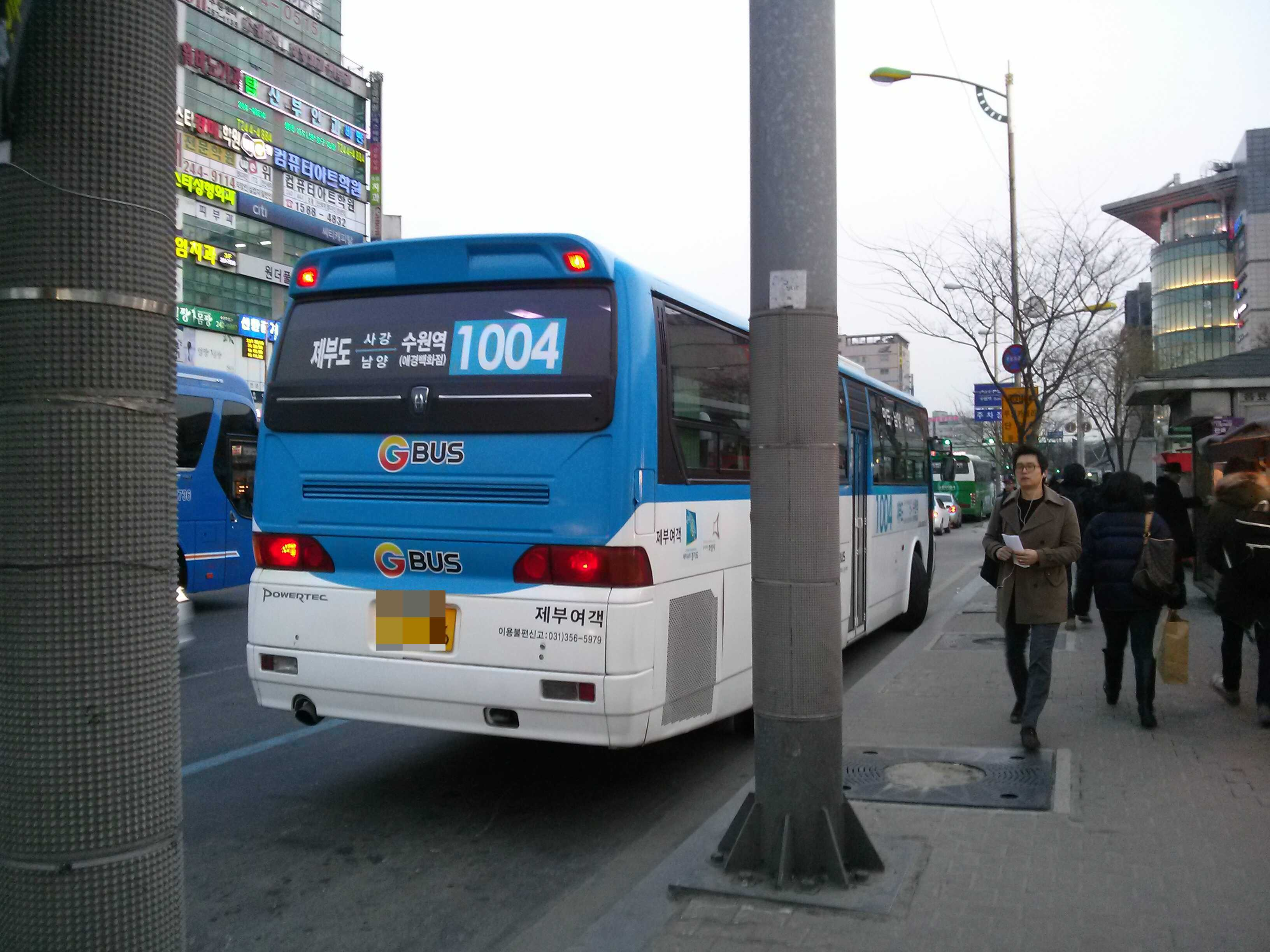
화성시내버스 1004번

## 참고
1. ↑  버스 등록 현황, 경기도청, 2021년 3월 29일 작성.